# Dorno
Dorno – miejscowość i gmina we Włoszech, w regionie Lombardia, w prowincji Pawia.
Według danych na rok 2004 gminę zamieszkiwały 4182 osoby, 139,4 os./km².